# 爱德基金会
爱德基金会（英語：The Amity Foundation）是与中国基督教协会有关联的团体，是中国的基督徒志愿者参加组成，主要帮助中国贫困地区的团体。本部在南京，活动概况主要包括从海外针对中国的贫困地区派遣外语教师。

## 从信仰面向社会行动
爱德基金会成立于1985年4月，是社会各界人士共同参与的民间团体，总部在南京。旨在促进中国的教育、社会福利、医疗卫生、社区发展、环境与发展、灾害管理等各项社会公益事业。
成立24年来，累积筹集资金超过10亿元，为全国31个省、市、自治区200多个县、市的逾千万贫困人群提供了帮助。1999年被国务院授予“民族团结进步模范单位”荣誉称号；2006年荣获第二届中国消除贫困奖——机构奖；2008年荣获中华慈善奖；2009年被国务院授予“全国民族团结进步模范集体”的荣誉称号。

## 活动
爱德基金会的主要活动包括：
- 帮助残疾人
- 帮助各教会的项目
- 在贫困地区的教育
- 对受灾地的援助
- 对贫困地区的医学教育援助

此外，还与各个国家的基督新教的组织对中国的贫困地区派遣英语和日语教师和访问中国基督徒时有着联络关系。
爱德基金会在香港设有事务所；还控股了全球最大的《圣经》印刷厂——南京爱德印刷有限公司。